# Motobloc Type S
Als Motobloc Type S bezeichnete der französische Hersteller Motobloc verschiedene Pkw-Modelle.
Zunächst gab es den Type S von 1908 bis 1909. Später folgte der Type S von 1924 bis 1932.